# Адонис весенний
Адо́нис весе́нний, или Горицве́т, или Горицве́т весенний (лат. Adōnis vernālis) — многолетнее травянистое растение, вид рода Адонис семейства Лютиковые (Ranunculaceae).

## Название
Народные названия растения: горицвет (за ярко-жёлтые цветки), заячий мак, заячья трава, мохнатик, стародубка, чёрная трава, желтый цветочек, черногорка.

## Распространение и экология
Широко распространён в степных и лесостепных областях, встречается также в нечернозёмных регионах Европейской части России, а также в Западной Сибири и в Крыму. За пределами этих природных зон редок; в Германии и Швейцарии находится под угрозой исчезновения. Включён в Приложение II Конвенции СИТЕС.
Растёт в разнотравных степях, по окраинам разреженных берёзовых лесов и степных дубрав, по сухим открытым степным склонам, по кустарникам, опушкам, балкам, особенно на чернозёмных почвах.

## Ботаническое описание
Многолетнее травянистое растение.

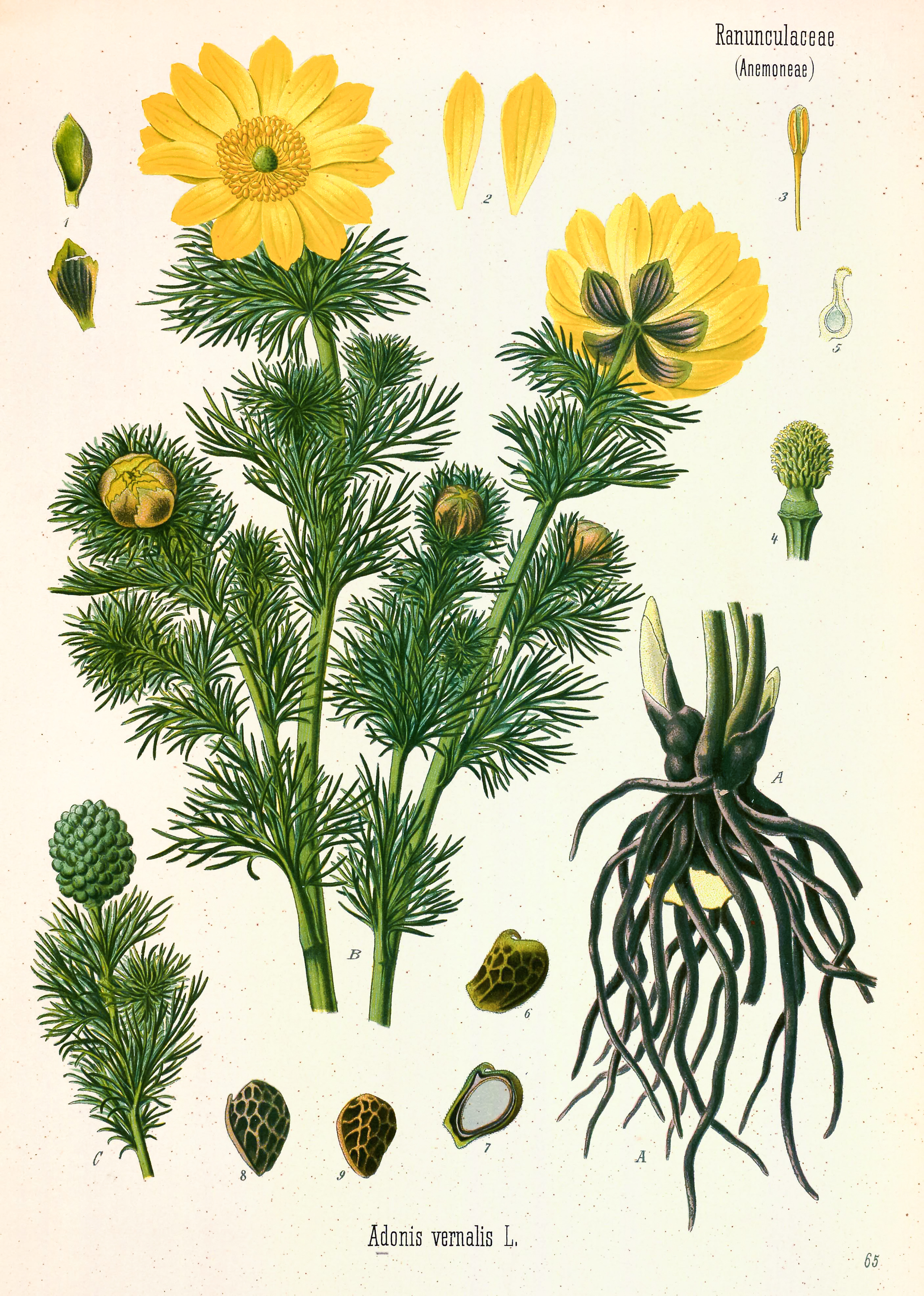

Корневище вертикальное, короткое, с шнуровидными буровато-чёрными корнями.
Стебли округлые, гладкие, почти голые, прямостоячие или отклонённые, простые или слабо ветвящиеся, густо облиственные с прижатыми ветвями, в начале цветения 5—20 см высоты, по отцветании удлиняющиеся до 30—40 см.
Листья в очертании широкояйцевидные, пальчато-раздельные. Прикорневые и нижние стебельные листья в виде чешуй буроватого цвета, прочие стебельные листья сидячие, доли их узколинейные, цельнокрайные, 1—2 см длины и 0,5—1 мм ширины. Листовая пластинка нижних листьев 6—8 см ширины.
Цветки одиночные на верхушке стебля и ветвей, крупные, 40—60 (80) мм в диаметре, светло-жёлтые. Чашелистиков пять — восемь, широкояйцевидных, в верхней части притуплённых, зеленоватых, коротко- и тонкоопушённых, 12—20 мм длины. Лепестки в числе 10—20, продолговатые, обратнояйцевидные, мелкозазубренные, 25—34 мм длины. Тычинки и пестики многочисленные, расположенные спирально на конусовидном цветоложе. Цветёт одновременно с появлением листьев в апреле — мае; в северных районах цветение продолжается до середины июня.
Формула цветка: {\displaystyle \ast K_{5}\;C_{10-20}\;A_{\infty }\;G_{\infty }} ({\displaystyle \ast K_{5}\;C_{\infty }\;A_{\infty }\;G_{\underline {\infty }}})
Плоды — шаровидно-обратнояйцевидные морщинистые многоорешки, около 20 мм длины, состоящие из 30—40 орешков. Орешки обратнояйцевидные, 4—5 мм длины, морщинистые, опушённые, столбики их отогнуты вниз, крючковатые. Вес 1000 «семян» (орешков) 7—12 г. Плоды созревают в июне — июле.
Все части растения ядовиты.

## Химический состав
Трава содержит 0,07—0,15 % гликозидов сердечной группы (цимарин, адонитоксин), адонивернит, сапонины, фитостерин. Кроме того, из травы выделены сапонины и спирт адонит.
В семенах и корнях содержатся сердечные гликозиды; в корнях найден кумарин вернадин.

## Хозяйственное значение и применение
Адонис весенний разрешён к медицинскому применению и перспективен для использования в качестве лекарственных средств. Лекарственным сырьём является срезанная выше коричневых чешуй на высоте 5—10 см от поверхности почвы в период с конца цветения до осыпания плодов надземная часть дикорастущего адониса весеннего, высушенная при температуре 50—60 °С или в тени на воздухе,— Herba Adonidis vernalis. Сушка под прямым действием солнечных лучей не рекомендуется из-за возможного снижения биологической активности травы.
Действующими началами являются кардиотонические гликозиды из группы карденолидов: производные строфантидина, адонитоксигенина, адонитоксола и строфадогенина. Главные из них — цимарин, К-строфантин-р, адонитоксин, К-строфантозид. Из сырья получают кардиотонические препараты: настой, сухой экстракт, адонизид (в ампулах), адонис-бром (драже) и другие, кроме того, адонис входит в состав ряда комплексных сердечных средств. Применяют горицвет весенний как средство, регулирующее сердечную деятельность, а также как общеседативное и мочегонное средство. Основными показаниями к применению препаратов горицвета весеннего являются хроническая недостаточность сердечной деятельности и невроз сердца. Кроме того, в сочетании с бромом они назначаются при повышенной нервной возбудимости, бессоннице и эпилепсии. Препараты адониса усиливают и урежают сердечные сокращения, увеличивают ударный и минутный объём сердца и устраняют явления застоя у больных; в большей степени, чем другие гликозиды, успокаивают центральную нервную систему. Имеются указания о положительном действии при экспериментальном артрите. Кумулятивные свойства препаратов адониса выражены слабо, благодаря чему они широко применяются в медицинской практике. По силе и длительности действия на сердце они уступают наперстянке и строфанту. Под влиянием препарата адониса у больных наблюдаются типичные для сердечных средств изменения электрокардиограммы, наиболее характерными из которых являются: депрессия линии ST, снижение зубца Т и переход его из положительного в отрицательный, укорочение интервала QRST. Появление указанных изменений зависит от дозировки и длительности применения адониса.
Адонис эффективен при судорогах наркоманов, вызванных кокаином. Предварительное введение настоя или настойки адониса предотвращает смертельные исходы. Эти препараты предупреждают также наступление камфорных судорог и судорог, вызванных пикротоксином.
Помощь при отравлении препаратами адониса: промывание желудка водой с добавлением карболена, покой, постельный режим, вдыхание кислорода, соляное слабительное. Рвотные противопоказаны.
Адонис весенний выращивается и как декоративное растение.
Съеденные скотом листья и цветки сначала действуют как сильное слабительное, а затем их действие распространяется на сердце и вызывает смерть животных. Наиболее опасен в период цветения. В ветеринарии отварами поили лошадей от запала.
Медоносное растение. Отличный ранневесенний пыльценос. Хорошо посещается пчёлами. Цветёт в марте — апреле в течение 30—40 дней. Каждый цветок функционирует 3—5 дней. Из-за длительного периода цветения пчёлы собирают с него много пыльцы. Масса пыльников одного цветка от 10,7 до 17,5 мг, а пыльцепродуктивность 3,6—5,8 мг. Пыльца жёлтая, клейкая.

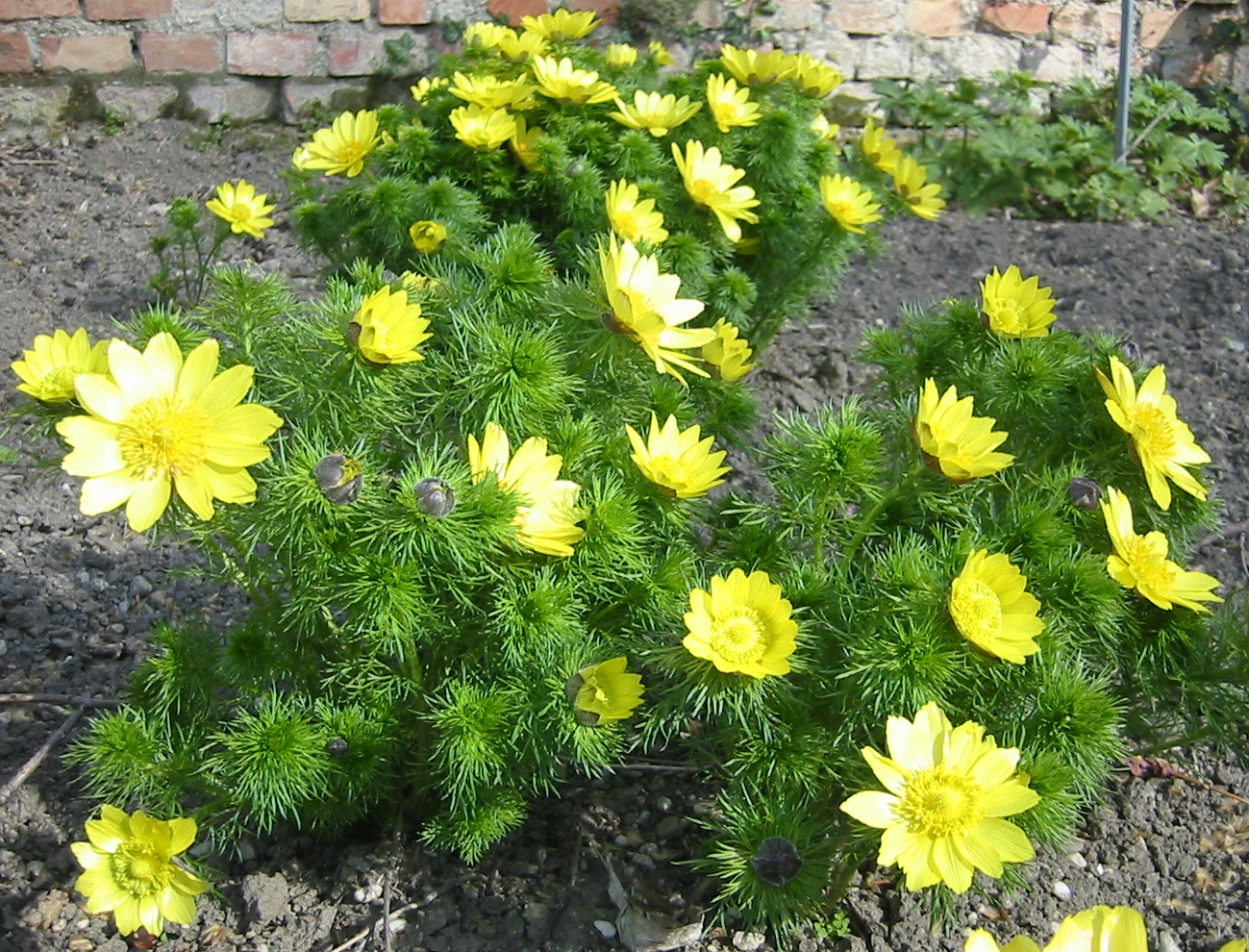
Адонис весенний ботаническом саду в Вене

### Выращивание в культуре
Как ценное лекарственное растение адонис весенний выращивается в культуре. Основные районы заготовок лекарственного сырья сосредоточены в Кемеровской, Новосибирской и Челябинской областях, в Башкирии, Поволжье, на Северном Кавказе, а также на Украине.
Адонис размножают корневищами и семенами. При размножении корневищами их разрезают на части по числу крупных почек. Высаживают корневища осенью (в сентябре) или ранней весной во влажную почву. Посадку производят с междурядьями в 60 см, с расстояниями между растениями в ряду 30 см. При семенном размножении посев производят в рассадник в июне — июле свежесобранными зрелыми семенами. Семена высевают на глубину 1,5—2 см. В первые два года сеянцы развиваются очень медленно. На постоянное место растения высаживают на третьем — четвёртом году вегетации. Уход за плантацией состоит из прополок, рыхлений и подкормок. Уборку производят в период массового цветения растений, скашивая траву.

## В литературе
Цветок стародуб стал особым  символом кержаков (старообрядцев)  Сибири,  в повести Виктора Астафьева — «Стародуб».

## Охранный статус
Приложение II CITES.